# ماثيو بيرد
ماثيو بيرد (بالإنجليزية: Mathew Beard)‏ (9 يوليو 1870 - 16 فبراير 1985) معمر أمريكي من أصل إفريقي وأكبر شخص على قيد الحياة في العالم بين عامي 1983 و1985 وأكبر رجل يعيش بين عامي 1980 و1985.